# Antoine-Denis Chaudet

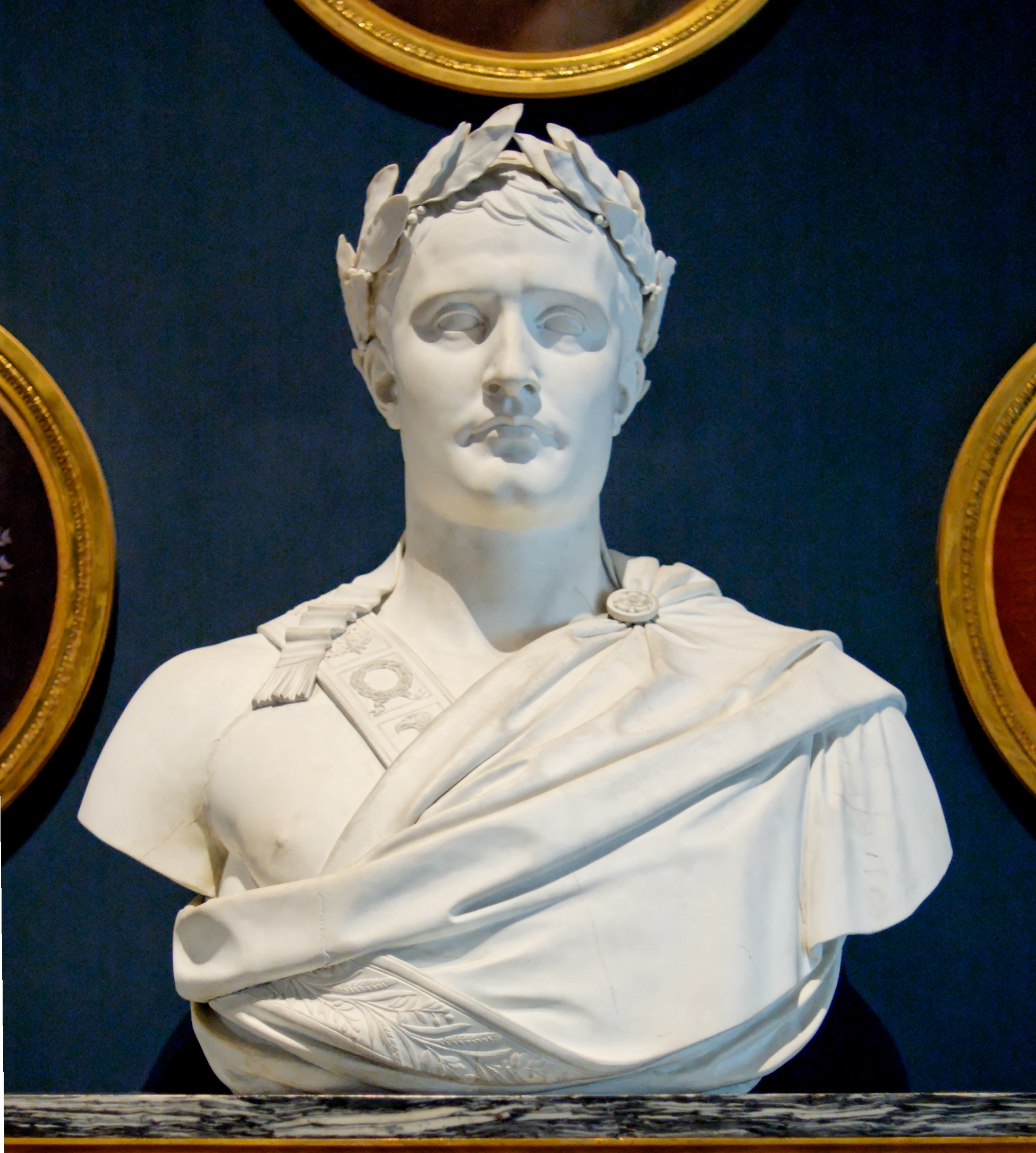
Popiersie Napoleona I w Luwrze

Antoine Denis Chaudet (ur. 1763 w Paryżu, zm. 1810) – francuski rzeźbiarz i malarz, nadworny rzeźbiarz Napoleona Bonapartego.
Tematyka jego dzieł to głównie sceny historyczne, mityczne, wykonywał również portrety m.in. Napoleona I.

## Twórczość
- Belizariusz (1791),
- Amor (1802),
- posąg Napoleona-Prawodawcy (1804),
- posąg Napoleona-Cesarza (1810–1814)